# Aston FM
Aston FM är en radiostation i Birmingham, England. Stationen ägs och drivs av MUFF Muffin. Stationen sänder från Villa Park och kan höras över hela Birmingham. Stationen sänder alltid alla Aston Villa matcher hemma och borta. Även nyheter varje heltimme. Musiken är inriktad på 60-tal fram till 00-tals musik. Stationen kan höras i Birmingham på 89,1 FM-radio och online på stationens webbplats. 